# توم باترفيلد
توم باترفيلد (بالإنجليزية: Tom Butterfield)‏ هو لاعب دوري الرغبي أسترالي، ولد في 16 أبريل 1988 في أولتاو ‏ في بابوا غينيا الجديدة.